# 宮城県道250号くりこま高原停車場線
宮城県道250号くりこま高原停車場線（みやぎけんどう250ごう くりこまこうげんていしゃじょうせん）は、宮城県栗原市を通っていた一般県道である。
平成31年3月29日に宮城県道268号くりこま高原停車場伊豆沼線とともに廃止され、両路線を統合する形で宮城県道268号伊豆沼くりこま高原駅線が新しく認定された。

## 概要
- 実延長：1,622.0 m
- 起点：栗原市志波姫八樟（国道398号との交点）
- 終点：栗原市志波姫新熊谷（JR東北新幹線 くりこま高原駅西口）

## 通過していた自治体
- 宮城県
  - 栗原市

## 接続していた道路
- 国道398号（栗原市志波姫）
- 宮城県道268号くりこま高原停車場伊豆沼線（栗原市志波姫新大谷地）